# Christian Heinrich Groskurd
Christian Heinrich Groskurd (* 2. Juni 1747 in Hullersen; † 7. Februar 1806 in Stralsund) war ein deutscher Pädagoge.

## Leben
Er war der ältere Sohn des Pastors von Hullersen bei Einbeck. Sein Vater verhalf ihm zu einer gründlichen Schulbildung. Von 1767 bis 1770 studierte er in Göttingen, unter anderem bei Christian Gottlob Heyne Philologie. Im Jahr 1770 erhielt er eine Anstellung als Subrektor am Stockholmer Lyzeum. Dort erlernte er die schwedische Sprache. 1775 wurde er Konrektor an dem im ehemaligen Dominikanerkloster St. Katharinen untergebrachten Gymnasium Stralsund. Nach dem Tod des Rektors Carl Gotthelf Unger übernahm Groskurd 1779 dieses Amt. Zu seinen Schülern zählte auch Ernst Moritz Arndt, der ihm (und zwei weiteren Lehrern) das 1804 verlegte Werk „Der Storch und seine Familie“ widmete. Er verfasste einige pädagogische Schriften und übersetzte einige Werke aus dem Schwedischen ins Deutsche. Nachdem er schwer erkrankte, dankte er 1804 ab. Er starb am 7. Februar 1806.
Christian Heinrich Groskurd war verheiratet und hatte sechs Kinder. Sein jüngerer Bruder Christoph Gottlieb Groskurd besuchte das unter der Leitung des älteren Bruders stehende Stralsunder Gymnasium.
Groskurd stiftete der Bibliothek des Gymnasiums zahlreiche Werke, zum Teil mit handschriftlicher Widmung und seinen handschriftlichen Anmerkungen, darunter Johann Christoph Gottscheds Versuch einer Critischen Dichtkunst für die Deutschen von 1737 und Philip Johan von Strahlenbergs Das Nord- und Östliche Theil von Europa und Asia, in so weit solches das gantze Russische Reich mit Sibirien und der grossen Tatarey in sich begriffet, Stockholm 1730. Seit 1945 vom Stadtarchiv Stralsund verwahrt, tauchten diese Bände 2012 im Antiquariatshandel auf, nachdem die Stadt Stralsund die Gymnasialbibliothek verkauft hatte.

## Werke (Auswahl)
- Gedanken über die gemeinnützigste Einrichtung einer Schule. Stockholm 1771
- Schulbuch für die ersten Anfänger. Stockholm 1775
- Über das Fehlerhafte in der Vorbereitung junger Leute zu Predigern. Stralsund 1785
- Geschichte der schwedischen Bibelübersetzung.

### Übersetzungen aus dem Schwedischen
- Jakob Jonas Björnståhl: Briefe. 1777–1783
- Anders Sparrman: Reise nach dem Vorgebirge der guten Hoffnung. 1784
- Carl Peter Thunberg: Reise durch Europa, Afrika und Japan. 1792–1794